# Doktor Zsivágó (film, 1965)
A Doktor Zsivágó (eredeti címe angolul: Doctor Zhivago, oroszul: Доктор Живаго) 1965-ben bemutatott amerikai filmdráma David Lean rendezésében, amely Borisz Paszternak Zsivago doktor című Nobel-díjas regényéből, Robert Bolt által írt forgatókönyv alapján készült. A film az első világháború, illetve az 1917-es októberi oroszországi forradalom idején játszódik.

## Szereplők
| Szerep                           | Színész           | Magyar hangja (1. szinkron, 1993) |
| -------------------------------- | ----------------- | --------------------------------- |
| Jurij Andrejevics Zsivágó doktor | Omar Sharif       | Jakab Csaba                       |
| Larissza (Lara) Antyipova        | Julie Christie    | Kovács Nóra                       |
| Tonya Gromeko                    | Geraldine Chaplin | Györgyi Anna                      |
| Viktor Ippolitovics Komarovszkij | Rod Steiger       | Pathó István                      |
| Jevgraf Zsivágó tábornok         | Alec Guinness     | Versényi László                   |
| Pása Antyipov / Sztrelnyikov     | Tom Courtenay     | Cseke Péter                       |
| Tanya Komarovszkaja, a lány      | Rita Tushingham   | Balázs Ágnes                      |
| Kosztojed Amurszkij              | Klaus Kinski      | Kárpáti Tibor                     |
| Anna                             | Siobhan McKenna   | Fodor Zsóka                       |
| Alexander Gromeko                | Ralph Richardson  | Velenczey István                  |
| Sasha                            | Jeffrey Rockland  | N/A                               |
| Jurij 8 évesen                   | Tarek Sharif      | Molnár Levente                    |
| Bolsevik                         | Bernard Kay       | N/A                               |
| Liberius                         | Gérard Tichy      | Várkonyi András                   |
| Razin, Liberius hadnagya         | Noel Willman      | Rudas István                      |
| Borisz Kurt professzor           | Geoffrey Keen     | Szabó Ottó                        |
| Amelia                           | Adrienne Corri    | Bessenyei Emma                    |
| Petya                            | Jack MacGowran    | Komlós András                     |
| Mérnök a gátnál                  | Mark Eden         | Kálid Artúr                       |
| Szergej                          | Erik Chitty       | Halmágyi Sándor                   |
| Húsosképű ezredes                | Roger Maxwell     | N/A                               |
| Jelkin elvtárs                   | Wolf Frees        | Elekes Pál                        |
| Kaprugina elvtársnő              | Gwen Nelson       | Czigány Judit                     |
| Kátya                            | Lucy Westmore     | N/A                               |
| Vonatra ugró asszony             | Muráti Lili       | Pápai Erzsi                       |
| Politikai tiszt                  | Peter Madden      | N/A                               |

## Fontosabb díjak, jelölések
- David di Donatello-díj (1967)

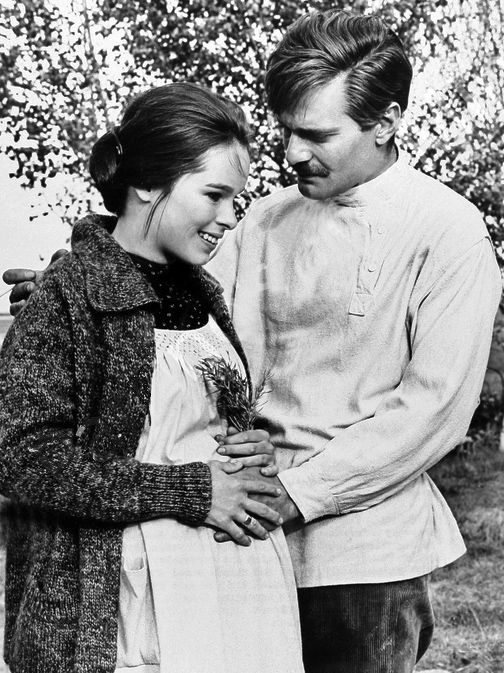
Geraldine Chaplin és Omar Sharif

  - díj: legjobb idegen nyelvű film: Carlo Ponti
- Golden Globe-díj (1966)
  - díj: legjobb rendező: David Lean
  - díj: legjobb férfi főszereplő – drámai kategória: Omar Sharif
  - díj: legjobb filmzene: Maurice Jarre
  - díj: legjobb film – drámai kategória
  - díj: legjobb forgatókönyv: Robert Bolt
  - jelölés: legígéretesebb fiatal színésznő jelölés: Geraldine Chaplin
- Grammy-díj (1967)
  - díj: legjobb eredeti filmzene: Maurice Jarre
- Oscar-díj (1966)
  - díj: legjobb operatőr: Freddie Young
  - díj: legjobb adaptált forgatókönyv: Robert Bolt
  - díj: legjobb jelmeztervezés: Phyllis Dalton
  - díj: legjobb látványtervezés: John Box
  - díj: legjobb filmzene: Maurice Jarre
  - jelölés: legjobb film: Carlo Ponti
  - jelölés: legjobb rendező: David Lean
  - jelölés: legjobb férfi mellékszereplő: Tom Courtenay
  - jelölés: legjobb hang
  - jelölés: legjobb vágás: Norman Savage
- Cannes-i fesztivál (1966)
  - jelölés: Arany Pálma: David Lean